# Liang Qin
Liang Qin (梁琴S, Liáng QínP; 28 luglio 1972) è un'ex schermitrice cinese, specializzata nella spada. Ha vinto una medaglia di bronzo nella scherma ai Giochi olimpici.